# Pilosana gladia
Pilosana gladia är en insektsart som beskrevs av Nielson 1992. Pilosana gladia ingår i släktet Pilosana och familjen dvärgstritar. Inga underarter finns listade i Catalogue of Life.